# Achariaceae
Achariaceae је фамилија зељастих и жбунастих дикотиледоних скривеносеменица, чији је природни ареал распрострањења Јужна Африка (Капско и Палеотропско флористичко царство).
У различитим класификационим системима ова фамилија обухвата различит број родова и врста. У ужем смислу (и ранијим системима класификације) Achariaceae обухватају 6 врста срстаних у 3 рода (Acharia, Ceratiosicyos и Guthriea), док по новијим схемама обухватају и до 30 родова.